# Hypena flavisceta
Hypena flavisceta is een vlinder uit de familie van de spinneruilen (Erebidae). De wetenschappelijke naam van de soort is voor het eerst geldig gepubliceerd in 1916 door Thierry-Mieg.